# ザ・ミュージック (テレビ番組)
『ザ・ミュージック〜その調べは神様からのギフト〜』（ザ・ミュージック そのしらべはかみさまからのギフト）は、2013年4月7日から9月29日までテレビ東京系列で放送していた深夜音楽番組。

## 概要
毎回1人のアーティストに密着、そのアーティストの現在と未来の音楽を紹介した。「心の名盤」ではアーティストに影響を与えたアルバムを紹介、そのアルバムを富澤一誠が解説した。
2013年9月29日をもって終了した。

## 出演者
- 平愛梨（ナビゲーター）
- 富澤一誠（アルバム解説）

## 特集アーティスト
| 回 | 放送日        | 題                             | 心の名盤                                                      | アーティスト              | 次世代アーティスト |
| -- | ------------- | ------------------------------ | ------------------------------------------------------------- | ------------------------- | ------------------ |
| 1  | 2013年4月7日  | 「進化する女王」「未来の音楽」 | Babyface「Tender Lover」                                      | 広瀬香美                  | ティーナ・カリーナ |
| 2  | 2013年4月14日 |                                |                                                               | ムッシュ かまやつ         |                    |
| 3  | 2013年4月21日 |                                | キャロル・キング「TAPESTRY」                                  | 尾崎亜美                  |                    |
| 4  | 2013年4月28日 |                                | 尾崎豊「愛すべきものすべてに」                                | 川嶋あい                  |                    |
| 5  | 2013年5月5日  |                                | 宇多田ヒカル「First Love」                                    | May J.                    |                    |
| 6  | 2013年5月12日 |                                | 「映画「天使にラブ・ソングを2」オリジナル・サウンドトラック」 | 平原綾香                  |                    |
| 7  | 2013年5月19日 |                                | シェリル・クロウ「C'MON C'MON」                               | miwa                      |                    |
| 8  | 2013年5月26日 |                                | MARVIN GAYE「WHAT'S GOING ON」                                | 福原美穂                  |                    |
| 9  | 2013年6月2日  |                                | ROXY MUSIC「AVALON」                                          | 石井竜也                  |                    |
| 10 | 2013年6月9日  |                                | 井上陽水「氷の世界」                                          | 青山テルマ                |                    |
| 11 | 2013年6月16日 |                                |                                                               | 青山テルマ                |                    |
| 12 | 2013年6月23日 |                                | CARPENTERS「Love Songs」                                      | ティーナ・カリーナ        |                    |
| 13 | 2013年6月30日 |                                | DREAMS COME TRUE「WONDER3」                                   | 片平里菜                  |                    |
| 14 | 2013年7月7日  |                                | Coldplay「美しき生命」                                        | Salley                    |                    |
| 15 | 2013年7月14日 |                                | Coldplay「美しき生命」                                        | BENI                      |                    |
| 16 | 2013年7月21日 |                                | 古謝美佐子「天架ける橋」                                      | 島袋寛子                  |                    |
| 17 | 2013年7月28日 |                                | BEGIN「ビギンの島唄 〜オモトタケオ2〜」                       | ORANGE RANGE              |                    |
| 18 | 2013年8月4日  |                                |                                                               | 上間綾乃                  |                    |
| 19 | 2013年8月11日 |                                | 尾崎豊「十七歳の地図」                                        | 家入レオ                  |                    |
| 20 | 2013年8月18日 |                                | ゆず「FURUSATO」                                              | LIFrirends                |                    |
| 21 | 2013年8月25日 |                                | Mr.Children「深海」                                           | スキマスイッチ            |                    |
| 22 | 2013年9月1日  |                                | 渡辺真知子「海につれていって」                                | シシド・カフカ            |                    |
| 23 | 2013年9月8日  |                                |                                                               | ハジ→ 泉沙世子 山崎あおい |                    |
| 24 | 2013年9月15日 |                                | FUNKY MONKEY BABYS「ファンキーモンキーベイビーズ4」           | ケラケラ                  |                    |
| 25 | 2013年9月22日 |                                |                                                               | 稲垣潤一                  |                    |
| 26 | 2013年9月29日 |                                |                                                               |                           |                    |

## スタッフ
- ナレーション：鹿野潤
- 総合演出：渡邊りょう
- 演出：井村泰二郎
- 構成：平岡秀章、いなにわ勝利
- タイトルデザイン：高橋謙史郎、小飼森衛
- 撮影：大手洋行、安藤孝之、伊藤久幸、山森義明、生田剛史
- 編集：佐々木智司、瀬戸口靖治
- MA：船木拓也
- 音効：佐藤卓嗣
- 衣装協力：Covergirl
- 協力：オフィスサーティーSoL、ビクターエンタテインメント、NAYUTAWAVE RECORDS、キングレコード
- 撮影協力：那須野が原ハーモニーホール
- 技術協力：麻布プラザ、278
- 制作協力：日経映像、エムファーム
- 企画協力：LINO
- 営業：山田耕三（テレビ東京）
- 編成：井関勇人→大庭竹修（テレビ東京）
- デスク：野本梢→鈴木麻里
- 演出補：富田敦美、枝利幸、菊地遥香
- プロデューサー：星俊一（テレビ東京）、植木栄次、高田功一、海老原征士、黒木勝巳
- 製作著作：テレビ東京